# Pedro Luis Boitel
Pedro Luis Boitel (Jovellanos, Matanzas, Cuba, 13 de mayo de 1931 - La Habana, Cuba 25 de mayo de 1972) fue un poeta y disidente cubano quien se opuso a las dictaduras de Fulgencio Batista y de Fidel Castro. En 1961 fue sentenciado a 10 años de prisión por el régimen de Fidel Castro. Boitel murió durante una huelga de hambre el 25 de mayo de 1972, mientras cumplía dicha condena.

## Antes de la revolución
Pedro Luis Boitel nació el 13 de mayo de 1931 en Jovellanos, Matanzas en el seno de una humilde familia originaria de Picardía, Francia. Mientras cursaba el segundo curso de bachillerato en el Instituto del Vedado muere su padre, con lo que se agrava la situación económica de su familia.
Obtiene una beca y se interna en el Centro Superior Tecnológico (politécnico) de Ceiba del Agua, donde estudia radiotécnica, sin abandonar sus estudios de bachillerato. Al terminar sus estudios de radiotécnica es contratado por el Circuito CMQ, la mayor cadena de radio y televisión de la Isla, donde fue dirigente sindical, desarrolló sus cualidades de líder y al iniciar sus estudios de Ingeniería Eléctrica en la Universidad de La Habana, se convirtió en dirigente estudiantil. Organizó y participó en las luchas de los estudiantes contra la dictadura de Fulgencio Batista,  militó en el Movimiento 26 de Julio (M-26-7) en el que fue designado responsable nacional de la planta de radio de esta organización político-militar de Cuba.
En 1957 fue detenido y conducido a la Quinta Estación de Policía de La Habana, donde es interrogado y amenazado por sus actividades revolucionarias, es liberado y más tarde vuelve a ser detenido, pero esta vez logra su liberación mediante la interposición de un recurso de habeas corpus, por estos motivos se ve obligado a pasar a la clandestinidad. Participa en la huelga del 9 de abril de 1958, al fracasar esta, la dirección del M-26-7 le ordena asilarse, lo cual hace en la embajada de Venezuela. Parte hacia el exilio en ese país, donde continúa la lucha contra el régimen batistiano. El 2 de mayo de 1958, comienza a trabajar contratado por Radio Caracas Televisión. En Venezuela también colaboró con Rómulo Betancourt para derrocar al gobierno militar de Marcos Pérez Jiménez, con la creación de una estación de radio clandestina en ese país.

## Tras el triunfo de la revolución
Después del 1 de enero de 1959, Boitel regresa a Cuba y reanuda sus estudios de Ingeniería Eléctrica. Es elegido presidente de la Federación Estudiantil Universitaria (FEU) en esa facultad de ingeniería y candidato potencial a la presidencia de la misma en la Universidad. Participa en las elecciones para la presidencia de la (FEU) de la Universidad en 1959. El mismo día de las elecciones, la estación radial CMQ en un informativo, da a conocer el triunfo de Pedro Luis en tres de la más importantes facultades de la universidad, lo cual daba por descontado el triunfo de este en las elecciones presidenciales frente a su oponente Rolando Cubela.
A pesar de que inicialmente contaba con el apoyo del Movimiento 26 de Julio, le es retirado. Aunque Fidel Castro lideraba este movimiento, intervino personalmente en las elecciones estudiantiles en la Universidad de La Habana y removió a Boitel de la presidencia de la FEU, para otorgársela al comandante Rolando Cubela, quien sería posteriormente, en 1966, acusado de alta traición y condenado a 25 años de cárcel.

## Prisión y huelga de hambre
Boitel, como cristiano, era anticomunista y, por tanto, comenzó a decepcionarse de los eventos políticos en Cuba, y a oponerse al giro cada vez más hacia la izquierda de la revolución, por lo que formó una organización clandestina opuesta a la revolución, el Movimiento de Recuperación Revolucionario (MRR). En 1961 Boitel fue detenido y acusado de conspiración contra el estado. En un juicio sumario fue declarado culpable en 1961 y condenado a 10 años de prisión. Ya en la cárcel, se le prolongó la sentencia con cargos adicionales.
Fue torturado, golpeado varias veces y encerrado en una jaula de hierro sin techo donde sufrió las inclemencias del tiempo. Su madre Claretta fue humillada cuando fue a visitarlo a la cárcel. La Comisión Interamericana de Derechos Humanos encontró que el gobierno cubano había violado el artículo I de la Declaración Americana de los Derechos y Deberes del Hombre en su tratamiento al prisionero.
Boitel pidió autorización para abandonar Cuba, pero sus requerimientos fueron negados. El 3 de abril de 1972, Boitel se declaró en huelga de hambre en la prisión Castillo del Príncipe en La Habana para protestar contra las inhumanas condiciones carcelarias de los presos políticos. Después de 53 días en huelga sin recibir asistencia médica y solamente con líquidos, murió de inanición el 25 de mayo de 1972. Sus últimos días fueron relatados por su amigo cercano, el poeta Armando Valladares. Fue sepultado en una tumba sin nombre en el Cementerio de Colón en La Habana. 

## Reacciones a la muerte de Boitel
En 1973, un año después de la muerte de Boitel, su madre Claretta concedió una entrevista sobre su hijo a través de una conversación telefónica con Tomás Regalado, editor de noticias de WFAB , una estación de radio en español en Miami, Florida. La llamada telefónica se grabó para WFAB (con el permiso de Claretta), duró 20 minutos y se emitió en la estación el mismo año (nuevamente, Claretta dio permiso). La llamada telefónica también fue notable porque las llamadas telefónicas extranjeras fuera de Cuba fueron monitoreadas de cerca. Este llamado aparentemente pasó desapercibido para el gobierno cubano, que lo desconocía hasta que salió al aire por la radio. El gobierno cubano prohíbe a los periodistas tener entrevistas con disidentes o sus familiares.
En 1997 en la ciudad de Placetas (provincia de Villa Clara) se fundó el Movimiento Nacional de Resistencia Civil "Pedro Luis Boitel" para proteger los derechos de todos los presos y lograr la amnistía de todos los presos políticos. El movimiento de resistencia organizó muchas protestas frente a varias prisiones y en 1999 se habían recogido un total de 5.000 firmas para una amnistía general para los presos políticos.
La historiadora Jeannine Verdes-Leroux indica que Pedro Luis Boitel representa una corriente que dio un rostro humanista a la Revolución cubana. Pedro Luis Boitel es considerado un mártir cristiano y el símbolo de la resistencia pacífica al régimen castrista. Oración universal de la Iglesia católica para el tercer domingo de mayo en memoria de Pedro Luis Boitel:

«La noche del 24 al 25 de mayo será el aniversario de la muerte en las cárceles cubanas del poeta y mártir de la Fe Pedro Luis Boitel, encarcelado y torturado por afirmar su fe en Dios y en la Iglesia. Esa noche, los cristianos en América conmemoran este sacrificio encendiendo velas en las ventanas. Esta es nuestra oración: Que liberes a los creyentes de la tiranía y nos concedas a nosotros y a nuestros hijos ser tan convencidos y valientes como este mártir, te rogamos, Señor».

## Reconocimientos
- En 2001 una coalición de ONGs de Europa junto al Directorio Democrático Cubano crearon el Premio Libertad Pedro Luis Boitel.[12]